# Sungai Apit (plaats)
Sungai Apit is een bestuurslaag in het regentschap Siak van de provincie Riau, Indonesië. Sungai Apit telt 6350 inwoners (volkstelling 2010).